# عبدالوهاب مدب
عبدالوهاب مدب (انگلیسی: Abdelwahab Meddeb؛ ۱۹۴۶ – ۶ نوامبر ۲۰۱۴) یک زبان‌شناس، شاعر، پدیدآور، مترجم، مجری رادیو، و روشن‌فکری اهل فرانسه بود.
وی دوران دبستان را در مدرسه‌ای فرانسوی-تونسی گذراند و در نوجوانی، خواندن آثار کلاسیک او را به دنیای ادبیات فرانسه کشاند. پس از تحصیل در دانشگاه تونس، در بیست و یک سالگی وارد دانشگاه سوربن شد و در سال ۱۹۷۰ در رشته ادبیات مدرک فوق لیسانس گرفت.
این نویسنده تونسی که برخی رسانه‌ها او را ولتر اسلام خوانده بودند، از منتقدان اسلام سنتی بود و در مقالات خود بر ضرورت بازنگری در اسلام و نوسازی آن پافشاری می‌کرد. او عقیده داشت که دین اسلام از قافله تمدن عقب مانده و برای زنده ماندن جز همراه شدن با دنیای مدرن راهی ندارد.
او پس از انفجارهای یازده سپتامبر سال ۲۰۰۱ با انتشار کتاب بیماری اسلام در محافل اسلامی و اسلام‌شناسی بحث گسترده‌ای به راه انداخت.

## مرگ
او در اولین ساعات بامداد پنجشنبه ۶ نوامبر ۲۰۱۴ در ۶۸ سالگی در پاریس درگذشت.